# Лубянка (Бородянский район)
Лубя́нка (укр. Луб’янка) — село, входит в Бучанский район Киевской области Украины.
Население по переписи 2001 года составляло 1260 человек. Почтовый индекс — 07831. Телефонный код — 4577. Занимает площадь 44 км². Код КОАТУУ — 3221084001.

## История
Лубьянка село в 8-ми верстах от Голыни и в 10-ти от с. Бабинец, при вершине ручья Козки параллельно текущего с рекой Ирпенем. С востока, юга и запада село окружается полями, а с севера лесами. Старожилые люди, по преданиям отцов их, утверждают, что основателями сего села были люди простого звания Мойсей Сивобород, Феодор Гореленко и Павел Шевченко, которые по разорении в древние времена ордой старого села Лубного, вблизи нынешнего находившегося, укрылось от орды, а потом поселившись на этом месте, назвали его Лубьянкой. В урочище Лубном указывается и место, где была церковь, а недалеко раскопанные курганы, неизвестно когда и на какой предмет построенные и потом раскопанные. Лубьянка куплена от графа Карла Сакена в 1815 году Максимом Гудим-Левковичем. По смерти его она принадлежала сыну коллежскому асессору Василию Максимовичу, а по смерти сего с 1847 года внуку Василию Васильевичу, которому также принадлежит деревня Гудимовка близ Нещерова и Шибенская Рудня с 6886 десятинами земли, большей частью покрытой лесами. В селе Лубьянке жителей обоего пола 846 год. В 1783 году считалось только 571.
Церковь Николаевская, деревянная, 5-го класса; земли имеет 37 десятин; построена, как значится в визите в 1758 году на место давнейшей. К Лубянскому приходу причислена деревня Гавриловка в 3-х верстах от с.Лубьянки лежащая, при притоке Козки. Жителей обоего пола 283. Земли совокупно с деревней Голынь, составляющей одно имение, 3261 десятина. Принадлежит Пелагии Васильевне Сенчуковской, урожденной Гудим-Левкович.
В 2022 году село было оккупировано армией России в ходе Вторжения России на Украину. Село было освобождено 1 апреля 2022 года.

## Строения
Школа, детская площадка, два озера, несколько прудов, кладбище, церковь которая построенная в 1899.

## Галерея
- Церковь
- Центральная улица села
- Пруд
- Речка